# Felipe Azevedo dos Santos
Felipe Azevedo dos Santos (* 10. Januar 1987 in Ubatuba) ist ein brasilianischer Fußballspieler.

## Karriere
Seinen ersten Vertrag unterschrieb Felipe Azevedo 2012 in São José do Rio Preto bei América FC (SP). Über die Stationen EC XV de Novembro, Ituano FC und EC Juventude wechselte er 2009 nach Jundiaí zu Paulista FC. Hier kam er nicht zum Einsatz, da er die komplette Vertragslaufzeit an andere Vereine ausgeliehen wurde. 2009 wurde er an den FC Santos nach Santos ausgeliehen. Beim ehemaligen Pele–Club kam er auf 16 Einsätze. Die nächste Ausleihe erfolgte nach Europa, wo er in der Slowakei drei Spiele für FC Petržalka 1898, einem Verein, der in der zweiten Liga, der DOXXbet liga, spielte. Von Europa ging er 2010 nach Asien. Hier erfolgte die Ausleihe an den südkoreanischen Erstligisten Busan IPark. 2011 ging er wieder in seine Heimat und wurde an den Ceará SC aus Fortaleza ausgeliehen. 2012 unterzeichnete er einen Vertrag bei Sport Recife, einem Verein, der in Recife beheimatet ist. Hier absolvierte er 102 Spiele und erzielte 13 Tore. 2015 wurde er an AA Ponte Preta ausgeliehen. Für den Verein stand er 31 Mal auf dem Spielfeld und erzielte vier Tore. Nach der Ausleihe wurde er von AA Ponte Preta für 2016 fest verpflichtet. 2017 zog es ihn nach Thailand, wo er einen Vertrag beim Erstligisten Chiangrai United unterschrieb. Für Chiangrai spielte er 30 Mal und schoss 18 Tore. Nach der erfolgreichen Saison in Thailand ging er 2018 wieder zu seinem alten Verein Ceará SC nach Brasilien zurück. Hier stand er 2018 32 Mal auf dem Spielfeld und schoss ein Tor. Seit 2019 steht er bei América Mineiro in Belo Horizonte unter Vertrag. Von Januar 2020 bis Ende April 2020 wurde er an den EC Água Santa aus Diadema ausgeliehen.

## Erfolge
Chiangrai United
- Thailändischer Pokalsieger: 2017

Sport Recife
- Copa do Nordeste: 2014